# Памятник Героям, которые сложили голову за независимость и свободу Украины (Харьков)

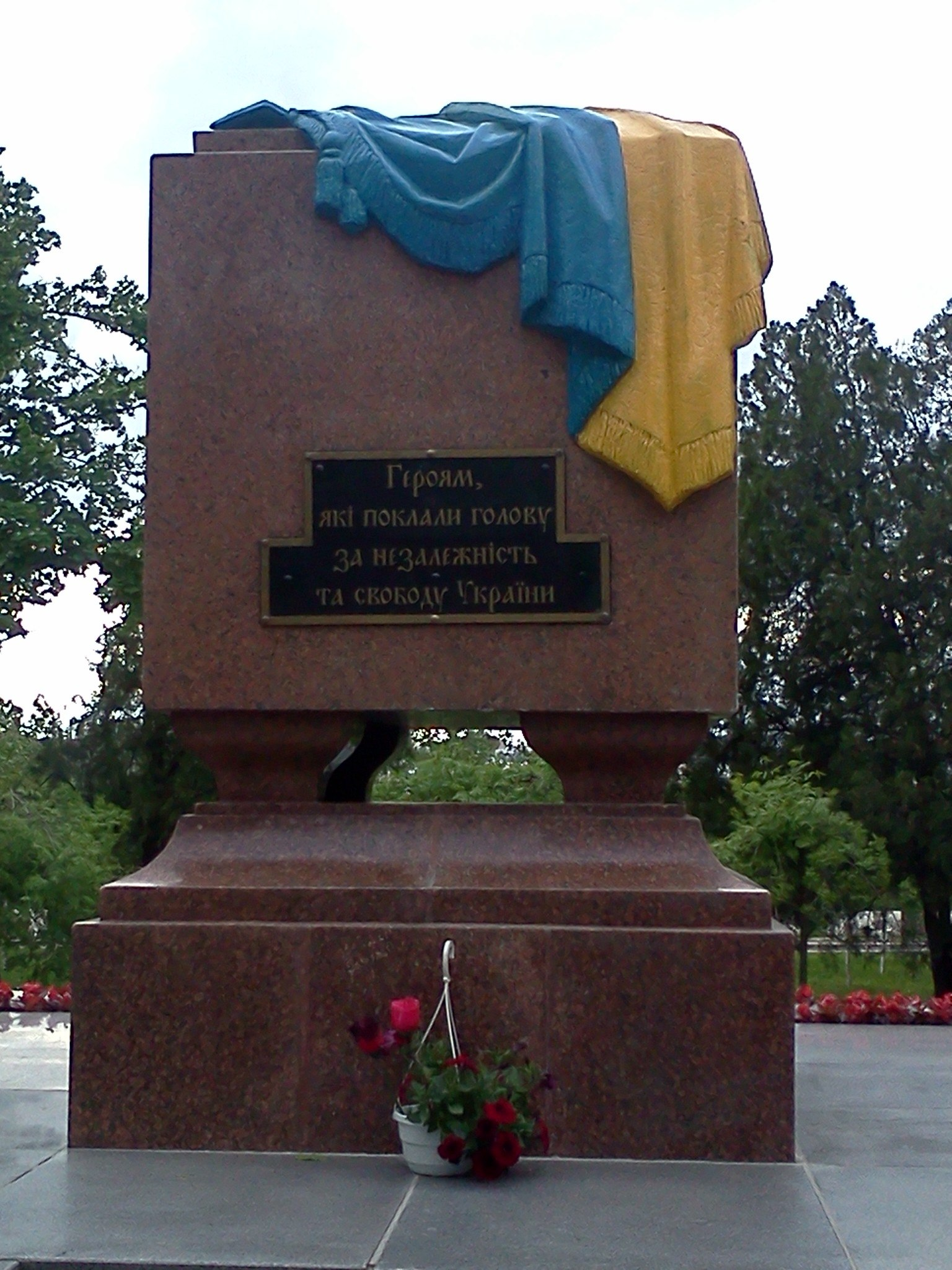
Памятник

Памятник Героям, которые сложили голову за независимость и свободу Украины — памятник в Харькове на Университетской улице. Торжественно открыт 6 ноября 1957 года к 40-летию Октябрьской революции. Автор памятника — архитектор Гурова Людмила Васильевна (1917 -1995).

## Старая композиция
Памятник открыт на месте разрушенного в Великую Отечественную войну здания Дома Красной Армии.
На небольшом возвышении установлена траурная урна из красного полированного гранита, на которой приспущено бронзовое полотнище революционного знамени.
Золотыми буквами на урне раньше было написано на украинском языке:
«В день 40-летия Великого Октября тем, кто отдал жизнь за власть Советов».
В дни празднования 40-летия Коммунистической партии Украины, 12 июля 1958 года, от факела на Марсовом поле в Ленинграде у подножия памятника зажжён Вечный огонь.

## Переделка
После Евромайдана 30 марта 2015 года неизвестные раскрасили памятник в цвета украинского флага, памятник был восстановлен практически сразу же. 3 мая неизвестные снова раскрасили монумент в цвета украинского флага. 8 мая неизвестные демонтировали табличку с мемориала, а 9 мая 2015 года неизвестные, действовавшие в масках, установили на монументе табличку «Героям, которые сложили голову за независимость и свободу Украины». Закон о декоммунизации на Украине, официально принятый несколько позднее, фактически узаконил данные мероприятия.
Позже памятник вошел в реестрьі под новьім названием.